# Slavupproret i Medina
Slavupproret i Medina var ett uppror som inleddes av slavar i Medina mot det slaveri i Abbasidkalifatet på grund av guvernören Abdullah bin Al-Rabi' Al-Harithis misskötsel och korruptionen av hans soldater under år 763. Det var ett betydande uppror, men slutade med att guvernören slog ned det sedan han lyckades döda upprorets ledare.
Upproret skedde efter den abbasidiska ockupationen av Medina efter Muhammad ibn 'Abd Allah al-Nafs al-Zakiyas uppror. De afrikanska slavarna reste sig mot de abbasidiska soldaterna, jagade ut dem ur staden och barrikaderade sig i stadens marknadsplats. De gick till slut med på att ge upp efter medling av Medinas lokala myndigheter. 